# 125-я танковая бригада (1-го формирования)
125-я танковая бригада — воинское соединение РККА в Великой Отечественной войне.

## История
Бригада формировалась с сентября 1941 года в Ленинградской области на основе 12-го запасного полка, сформированного за счёт расформированной 21 сентября 1941 года 24-й танковой дивизии
В действующей армии с 6 октября 1941 года по 16 января 1942 года. Зафиксированное в Справочнике боевого состава РККА подчинение штабу Северо-Западного фронта в октябре 1941 года объяснению не поддаётся, поскольку бригада действовала с момента формирования на юго-восточных подступах к Ленинграду в районе Колпино; более того, она же имеется в сведениях о потерях 55-й армии в феврале и марте 1942 года, то есть после даты указанного расформирования.
16 января 1942 года расформирована.

## Подчинение
| Дата            | Фронт (округ)         | Армия | Корпус | Дивизия | Примечания |
| --------------- | --------------------- | ----- | ------ | ------- | --- |
| 01.10.1941 года | Северо-Западный фронт | -     | -      | -       | - |
| 01.11.1941 года | Ленинградский фронт   | -     | -      | -       | в справочнике Боевого состава Советской Армии за № 125 не значится. Была в подчинении Ленинградского фронта как бригада без номера (по справочнику) |
| 01.12.1941 года | -                     | -     | -      | -       | в справочнике Боевого состава Советской Армии за № 125 не значится. Была в подчинении Ленинградского фронта как бригада без номера (по справочнику) |
| 01.01.1942 года | -                     | -     | -      | -       | в справочнике Боевого состава Советской Армии за № 125 не значится. Была в подчинении Ленинградского фронта как бригада без номера (по справочнику) |

## Состав
- 125-й танковый полк
  - 1-й отдельный танковый батальон
  - 2-й отдельный танковый батальон
- рота управления
- разведывательный взвод
- взвод связи
- сапёрный взвод
- комендантский взвод
- мотострелково-пулемётный батальон
- истребительно-противотанковая артиллерийская батарея
- зенитная батарея
- рота технического обеспечения
- медико-санитарный взвод

## Командование
Командиры
- Чесноков, Макарий Иванович, полковник.

Заместитель командира бригады по строевой части
Начальники штаба бригады
- 11.10.1941 - 18.01.1942 Пинчук, Павел Ильич, подполковник

Военные комиссары бригады, с 09.10.1942 г. - заместители командира бригады по политической части
- 16.10.1941 - 19.11.1941 Батурин, Алексей Матвеевич, полковой комиссар
- 20.11.1941 - 03.03.1942 Матюшин, Николай Иванович, полковой комиссар[1].

Заместитель командира бригады по технической части (до 02.08.1944 - помощник командира по технической части)
Начальник политотдела (с июня 1943 г. он же заместитель командира по политической части)
- 16.10.1941 - 19.03.1942 Костюков, Иван Васильевич, батальон. комиссар, с 29.11.1941 ст. батальон. комиссар

Заместитель командира бригады по тыловой части
Заместитель командира бригады по хозяйственной части
Начальник оперативного отделения (Заместитель начальника штаба по оперативной работе)
- 00.09.1941 - 00.01.1942 Богданов, Хамзя Салимович, майор[2].